# Parc national de Bukit Duabelas
Le parc national de Bukit Duabelas (« les douze collines » en malais est un parc national d'Indonésie situé dans la province de Jambi sur l'île de Sumatra.
Bukit Duabelas est habité par les Orang Rimba (« gens de la forêt »), une population qui vit de la chasse et de la collecte de produits de la forêt comme le rotin, des résines, le calambac et autres.

## Géographie
D'une superficie de 60 500 hectares, le parc est à cheval sur 3 kabupaten de la province : Batang Hari, Sarolangun et Tebo, entre 1° 44′ 35″ et 2° 03′ 15″ de latitude sud et entre 102° 31′ 37″ et 102° 48′ 27″ de longitude est, à une altitude qui va de 30 m à 430 m.

## Faune
Bukit Duabelas abrite le coq doré (Gallus gallus), le varan malais (Varanus salvator), le cerf aboyeur (Muntiacus muntjak), le sanglier à moustaches  (Sus barbatus), et des espèces en danger comme le tigre de Sumatra (Panthera tigris sumatrensis), l'ours malais (Helarctos malayanus), le cerf-nain (Tragulus napu) et des oiseaux rares comme le serpentaire bacha (Spilornis cheela), l' Anorrhinus amictus, le calao charbonnier (Anthracoceros malayanus), le calao rhinocéros (Buceros rhinoceros), le Buceros vigil, la Pitta granatina et le mainate religieux (Gracula religiosa).

## Flore
Les Orang Rimba cueillent différentes espèces de plantes médicinales comme le cendawan balus (de l'espèce Pycnoporus), l' akar penyegar (Smilax zeylanica) et d'autres encore.